# Milan Máčala
Milan Máčala (* 4. července 1943 Biskupice, Protektorát Čechy a Morava) je český fotbalový trenér, který naposledy vedl katarský klub Al Ahli SC. Trénoval reprezentaci Československa a později Kuvajt, Spojené arabské emiráty, Saúdskou Arábii, Omán a Bahrajn. Tyto reprezentace vedl celkově ve 245 zápasech, v čemž mu podle statistiků náleží čtvrtá příčka ve světovém pořadí.

## Hráčská kariéra
Svou hráčskou kariéru začal v klubu TJ Gottwaldov, odkud odešel v roce 1968 do plzeňské Viktorie. Později hrál za TJ Vítkovice a aktivní kariéru zakončil v olomoucké Sigmě.

## Trenérská kariéra
Dva roky poté převzal mužstvo Sigmy jako trenér. V československé lize ještě vedl Slavii a Baník Ostrava, které proložil dvouletým angažmá u kyperského klubu AEK Larnaka. V letech 1990 až 1993 vedl ve 24 utkáních československou reprezentaci. V kvalifikacích o postup na EURO 92 ve Švédsku a MS 94 v USA však neuspěl a nahradil ho Dušan Uhrin.
Od poloviny devadesátých let působí v Perském zálivu, kde vedle několika klubů vedl i pět národních mužstev. S reprezentací Kuvajtu vyhrál Pohár Perského zálivu, s klubem Al Ajn ze Spojených arabských emirátů vyhrál Prezidentský pohár v roce 2004 a o rok později se probojoval se do finále Asijské ligy mistrů. Později trénoval kuvajtský klub Kazma SC, který převzal po vyřazení Bahrajnu Novým Zélandem v baráži o postup na MS 2010 3[nedostupný zdroj].
Později jakožto trenér vedl kuvajtský klub Kazma SC.
V letech 1989 a 1990 byl v Československu vyhlášen trenérem roku.

## Úspěchy

### Trenérské
- al-Ain
  - 1× vítěz ligy Spojených arabských emirátů (2003/04)
  - 1× finalista Ligy mistrů AFC (2005)
- Kuvajt
  - 1× vítěz Gulf Cupu (2007)

### Individuální
- 2× Československý trenér roku (1989, 1990)